# 2003年度壹電視大獎得獎名單
2003年度壹電視大獎的頒獎禮於2003年3月27日在黃埔海逸酒店舉行。

## 十大電視節目
- 第一位：戇夫成龍
- 第二位：流金歲月
- 第三位：烈火雄心II
- 第四位：絕世好爸
- 第五位：談判專家
- 第六位：洛神
- 第七位：無考不成冤家
- 第八位：法網伊人
- 第九位：吾係獎門人
- 第十位：皆大歡喜

## 十大電視藝人
- 第一位：宣　萱
- 第二位：羅嘉良
- 第三位：郭晉安
- 第四位：歐陽震華
- 第五位：陳　豪
- 第六位：陳慧珊
- 第七位：張可頤
- 第八位：李克勤
- 第九位：郭可盈
- 第十位：佘詩曼

## 其他獎項
- 2003壹電視 最有前途藝人大獎：Twins
- 周大福 全城矚目女藝人大獎：郭羨妮
- 泰林 最高人氣藝人大獎：郭羨妮
- 盈康活 經典藝人大獎：李司棋
- 隱適美 最具個人風格笑容大獎：胡杏兒
- 盈康孢子油 智慧型主持人大獎：顧紀筠
- Onkyo 聲、色、藝俱全藝人大獎：李克勤
- 瑪花纖體 最動人身段大獎：李美鳳
- Alcon 最精靈眼神大獎：陳慧珊